# Сражение при Гюрище
Сражението при Гюрище е битка между две български чети на Вътрешната македоно-одринска революционна организация, подпомогнати от сръбска чета срещу османски части, развила се на 3 август 1903 година в Овче поле по време на Илинденско-Преображенското въстание.

## История
При избухването на Илинденско-Преображенското въстание четата на войводата Никола Пушкаров навлиза в Македония с основна цел взривяването на железопътната линия Солун – Скопие. Във Ветерския манастир към нея се присъединява и сърбоманската чета на Ангелко Алексов от Поречието. След три сражения на 1 и 2 август около устието на Пчиня и железопътната линия четата отстъпва към Дивля. На 3 август 1903 година при Дивля срещат четата на Боби Стойчев, който преследва четата на Ангелко. От Скопско, Кумановско и Велешко пристигат потери и четите поемат за Овче поле, към една височина над Гюрищкия манастир. Двете български чети и сърбоманската наброяват около 50 души, като четници са и Кръсто Лазаров и Тодор Паница.
Като пристигат в гората на Гюрещкия манастир, изпращат хора в селата Тръстеник, Сопот и Преод за храна. В манастира четите стигат преди съмване и група по-опитни четници се качват над манастира, за да изберат място за сражение. Избрани са развалините на старата крепост Калето, но когато четите тръгват към крепостта, се оказва, че тя вече е заета от османски части. Още при първите изстрели е ранен един от куриерите. Четите не отговарят на огъня и настъпва затишие, продължило 8 – 9 часа, тъй като османците ги вземат също за потеря. Четниците междувременно усилено се окопават на съседен рид. Османците изпращат един пъдар да провери с какви хора си имат работа, но той се оказва деец на ВМОРО и остава с четите.
Четите откриват огън и започва сражение. Потерите са от Велешко, Светиниколско, Павлишенци, Койнаре, Скопско, както и башибозук от турските села в района, наречени Койнарията. Потери пристигат и от Иванковци, Велешко, и от Юручките села, Горабинци. Сражението продължава до 9 часа вечерта. От въстаниците загива един четник – Мирасчиев, а 3 души са ранени. С падането на нощта въстаниците отстъпват към село Дивле, Скопско и прекарват деня в Живине, Кумановско.